# Hospital Militar Regional Córdoba
El Hospital Militar Regional Córdoba "Cirujano Mayor Doctor Eleodoro Damianovich" (HMRC o H M Rgn Córdoba) es un hospital militar del Ejército Argentino con asiento de paz en Córdoba y con dependencia orgánica de la Dirección General de Salud de esa fuerza armada.

## Historia
El Hospital Militar Regional Córdoba surgió en el año 1903 para satisfacer la necesidad de contar con un hospital militar en la Provincia de Córdoba, donde la IV División de Ejército. Funcionó en la ciudad de Córdoba desde 1903 hasta 1905, después se lo trasladó a Río Cuarto. Después regresó a Córdoba.
En 1931 se terminó de construir su edificio.
En 1966 adoptó el nombre de «Hospital Militar de Evacuación 141» (H Mil Evac 141), pasando a depender del Comando del III Cuerpo de Ejército.
Entre 1976 y 1977 funcionó un centro clandestino de detención en el H Mil Evac 141. El mismo formaba parte del Área 311, Subzona 31, Zona 3.
En 1999 el H Mil Evac 141 pasó a la órbita de la Dirección de Sanidad adoptando el nombre de «Hospital Militar Córdoba». Seis años después recuperó el nombre «Hospital Militar Regional Córdoba».
El HMRC lleva el nombre de Eleodoro Damianovich, primer inspector general de Sanidad del Ejército.